# نيكوس زوغرافوس

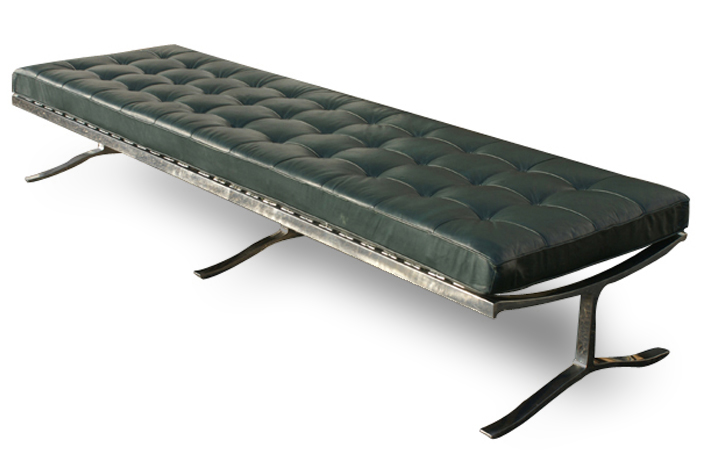
أحد تصاميم نيكوس في الستينيات

نيكوس زوغرافوس (بالإنجليزية: Nicos Zographos)‏ (باليونانية Νίκος Ζωγράφος، من مواليد 1931 في أثينا) هو رجل أعمال ومصمم مقيم في نيويورك.
درس زوغرافوس في جامعة آيوا، اشتغل بين عامي 1957 و1962 كمصمم أثاث في مكتب الهندسة المعمارية سكيدموري، أوينغس وميريل. أسس عام 1963 شركة أثاث زوغرافوس للخدمات المحدودة. تنتج بشكل رئيسي معدات عالية الجودة.

## وصلات خارجية
- الموقع الرسمي